# Siegfried Selberherr
Siegfried Selberherr (ur. 3 sierpnia 1955 w Klosterneuburgu) – austriacki naukowiec, pracuje w dziedzinie mikroelektroniki. Jest profesorem zwyczajnym w Instytucie Mikroelektroniki Politechniki w Wiedniu. Prowadzi tam przede wszystkim badania w zakresie modelowania i symulacji zjawisk fizycznych w mikroelektronice.

## Kariera zawodowa
Siegfried Selberherr studiował elektrotechnikę na Uniwersytecie Technicznym w Wiedniu, gdzie uzyskał dyplom inżyniera w 1978 r. W kolejnych latach uzyskał stopień doktora nauk technicznych (1981) i habilitację (1984) Następnie odbył staż naukowy w Bell Labs w USA. Od 1988 r. jest profesorem nadzwyczajnym Politechniki w Wiedniu w zakresie technik oprogramowania systemów mikroelektronicznych. W latach 1998–2005 był dziekanem Wydziału Elektrotechniki i Nauk Informacyjnych.
W latach 1996–2020 Prof. Selberherr był wybitnym wykładowcą w IEEE ‘Electron Devices Society’.
W latach 2001–2018 był członkiem i wiceprzewodniczącym rady nadzorczej ams AG i od tego czasu pełni funkcję doradcy naukowego tej rady.
Od 2004 r. uczestniczy w pracach komitetu doradczego międzyuczelnianego Wydziału Biotechnologii Rolnej (IFA-Tulln). W tym też okresie zostaje utworzone Centrum Uniwersyteckie i Badawcze Tulln (niem. Universitäts- und Forschungszentrums Tulln – UFT), które Siegfried Selberherr wspiera od początku istnienia. W ramach kompleksu Technopol Tulln, UFT współpracuje z kilkoma instytucjami badawczymi, a jego prace badawcze koncentrują się wokół problematyki surowców odnawialnych.

## Osiągnięcia
Prof. Selberherr wraz z prowadzonymi zespołami badawczymi opublikował do tej pory ponad 400 artykułów w czasopismach i książkach oraz ponad 1200 komunikatów w materiałach konferencyjnych, z których ponad 250 zostało wygłoszonych jako wykłady zaproszone. Jest autorem 3 książek oraz przyczynił się do wydania ponad 40 innych prac. Został promotorem przeszło 100 prac doktorskich.
Wynikiem prac badawczych prof. Selberherra jest m.in. opracowanie programu MINIMOS do symulacji numerycznej przyrządów półprzewodnikowych MOS. W programie tym został m.in. zaimplementowany model ruchliwości nośników ładunku, znany obecnie jako model Selberherra.
Siegfried Selberherr kierował licznymi projektami badawczymi, w których były zaangażowane zarówno firmy półprzewodnikowe, jak i instytucje finansowe, takie jak FWF (niem. Fonds zur Förderung der wissenschaftlichen Forschung), CDG (niem. Christian Doppler Forschungsgesellschaft) oraz ERC (ang. European Research Council).

## Wyróżnienia
- 2021 r. ‘Fellow’ w Stowarzyszeniu Sztucznej Inteligencji Azji i Pacyfiku, AAIA[5]
- 2021 r. ‘Life Fellow’ w IEEE
- 2018 r. Nagroda Cledo-Brunetti IEEE[6]
- 2015 r. Medal Franza Dinghofera Instytutu Dinghofera (niem. Franz Dinghofer-Medaille des Dinghofer-Instituts)
- 2014 r. Odznaka honorowa ze wstęgą Marina Drinova (niem. Marin Drinov-Ehrenzeichen am Bande) Bułgarskiej Akademii Nauk
- 2013 r. Członek rzeczywisty Academia Europaea[7]
- 2011 r. Srebrny Krzyż Komandorski Odznaki Honorowej za zasługi dla kraju związkowego Dolna Austria (niem. Silbernes Komturkreuz des Ehrenzeichens für Verdienste um das Bundesland Niederösterreich)
- 2009 r. ERC Advanced Grant
- 2006 r. Doktorat honorowy Uniwersytetu w Niszu
- 2005 r. Wielka Odznaka Honorowa za Zasługi dla Republiki Austrii
- 2004 r. Członek rzeczywisty Europejskiej Akademii Nauki i Sztuki (niem. Europäische Akademie der Wissenschaften und Künste)
- 2001 r. Nagroda Erwina Schrödingera (niem. Erwin Schrödinger-Preis) Austriackiej Akademii Nauk
- 1999 r. Nagroda Naukowa kraju związkowego Dolna Austria
- 1994 r. Medal Wilhelm Exner (niem. Wilhelm Exner Medaille) Austriackiego Towarzystwa Handlowego (niem. Österreichischen Gewerbeverein, ÖGV)
- 1993 r. ‘Fellow’ w IEEE
- 1986 r. Nagroda Heinza-Zemanka (niem. Heinz-Zemanek-Preis) Austriackiego Towarzystwa Informatycznego (niem. Österreichische Computer-Gesellschaft, ÖCG)
- 1983 r. Nagroda Dr.-Ernsta-Fehrera (niem. Dr.-Ernst-Fehrer-Preis) Politechniki w Wiedniu (TU Wien)

## Ważniejsze publikacje

### Artykuły w czasopismach
- Thermo-Electro-Mechanical Simulation of Semiconductor Metal Oxide Gas Sensors[8], 2019
- Silicon Spintronics: Progress and Challenges[9], 2015
- Electromigration in Submicron Interconnect Features of Integrated Circuits[10], 2011
- Current Transport Models for Nanoscale Semiconductor Devices[11], 2008
- A Review of Hydrodynamic and Energy-Transport Models for Semiconductor Device Simulation[12], 2003
- MINIMOS – A Two-Dimensional MOS Transistor Analyzer[13], 1980

### Książki
- Stochastic Approaches to Electron Transport in Micro- and Nanostructures[14]
- Programmieren in C, 3. Auflage[15]
- Microelectronics Technology and Devices[16]
- Simulation of Semiconductor Processes and Devices[17]
- Technology CAD Systems[18]
- Analysis and Simulation of Semiconductor Devices[19]